# Handvat

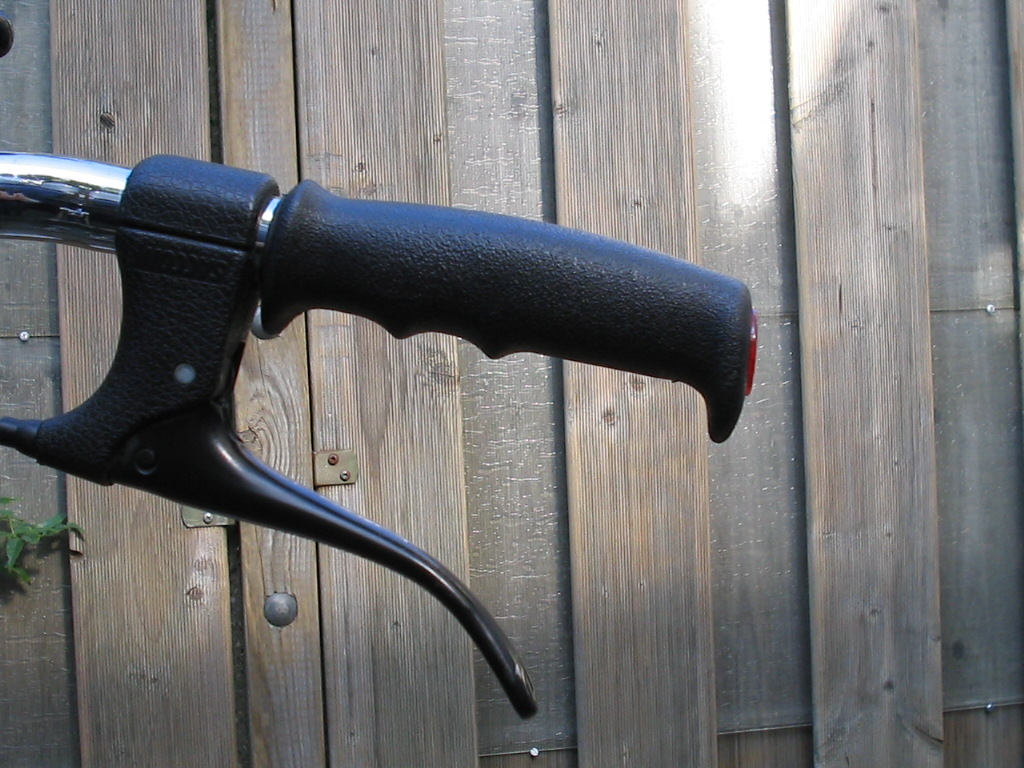
Een handvat van een fiets

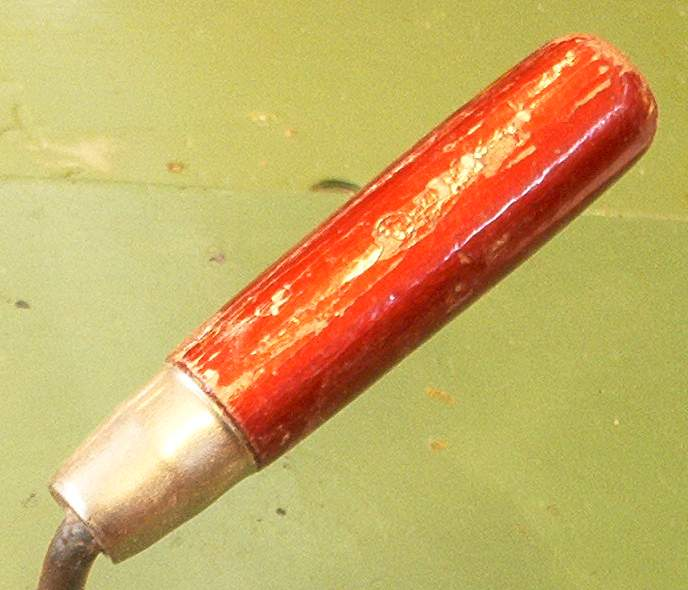
Hecht van een troffel

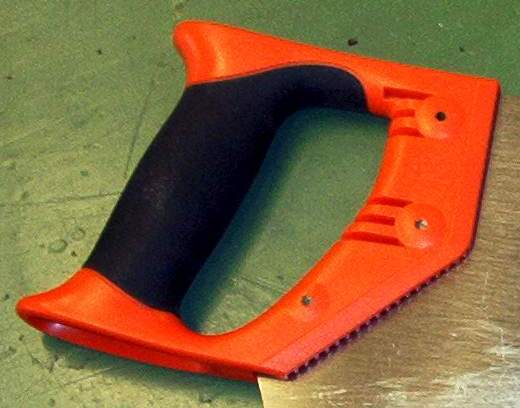
Een handvat van een handzaag

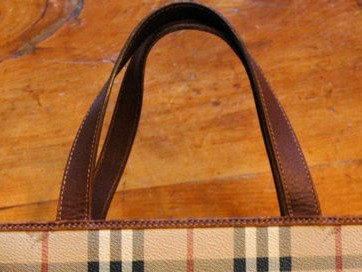
Handvat van een tas

Een handvat of heft is het deel van een voorwerp waarmee men het object kan verplaatsen, optillen of anderszins (met de hand) gebruiken of bedienen. Een handvat kan open of gesloten zijn, horizontaal of verticaal geplaatst zijn, recht of gebogen zijn. Naargelang het voorwerp geeft men aan het handvat een andere naam: het handvat van een emmer wordt bijvoorbeeld een hengsel genoemd, dat van een kopje noemt men een oor en dat van een bezem wordt een steel genoemd.
Bij keukengerei, zoals pannen, is het handvat vaak van materiaal dat de warmte niet goed geleidt, zodat het handvat koud blijft. Het oor van een drinkkopje heeft ook die functie.
Gereedschap heeft een handvat om het voorwerp bij gebruik te hanteren. Tassen en koffers hebben handvatten om het voorwerp te kunnen dragen.
Enkele voorwerpen met een handvat zijn:
- gereedschap
  - borstel
  - kwast
  - plamuurmes
  - zaag
- keukengerei
  - fluitketel
  - koekenpan
- voertuigen
  - kinderwagen
  - (motor)fietsstuur
  - kruiwagen
- vaten
  - emmer
  - koffer
  - tas
- andere
  - zwaard
  - mes

## Andere benamingen
Naargelang het voorwerp geeft men het handvat soms een andere naam, die als synoniemen kunnen worden beschouwd:
- handgreep (bijvoorbeeld als een houvast in een badkamer)
- handgreep of greep (bijvoorbeeld bij een koffer)
- hecht of heft (met name bij een mes)
- hengsel (bijvoorbeeld bij een emmer)
- kruk (bijvoorbeeld de deurkruk)
- oor (bijvoorbeeld bij een kopje)
- steel (bijvoorbeeld bij een koekenpan)
- gevest (bij een snij- of slagwapen)

## Meervoud
Het juiste meervoud was tot ongeveer 2006 handvatten. Tegenwoordig zijn zowel handvatten als handvaten correct.